# Järvenpää

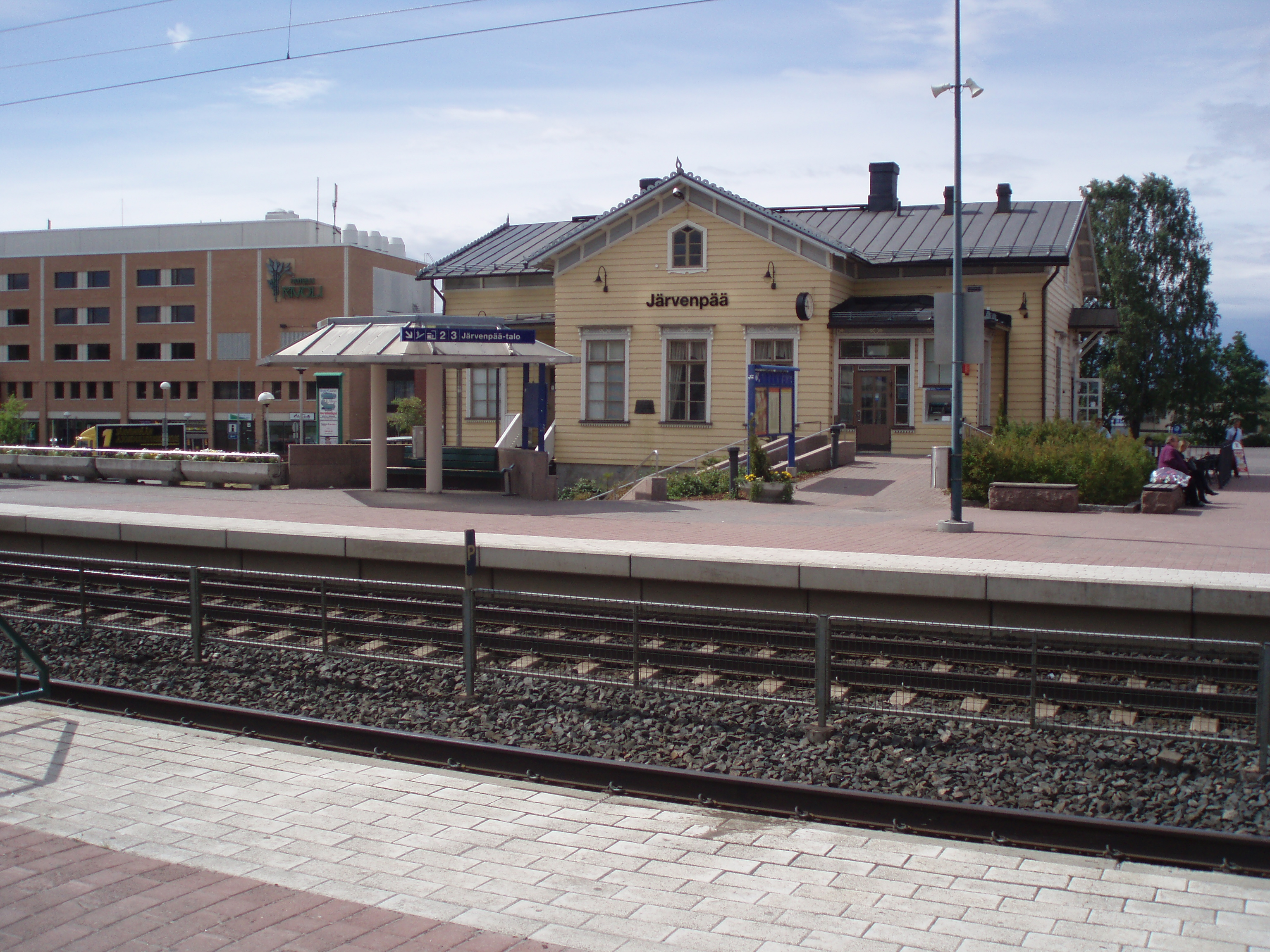
Estação de trem de Järvenpää

Järvenpää é uma cidade da Finlândia. Faz parte da província da Finlândia Meridional e da região de Uusimaa.
Visitar Ainola a casa de Sibelius.